# Rallye San Remo 2002
Rally San Remo 2002 byla jedenáctá soutěž Mistrovství světa v rallye 2002, která se jela ve dnech 19. až 22. září na asfaltovém povrchu. Jednalo se o 44. ročník této soutěže. Současně to byla i pátá soutěž juniorského mistrovství světa. Vítězem se stal Gilles Panizzi na voze Peugeot 206 WRC

## První etapa
První etapa měřila 147,25 km a měla 8 rychlostních zkoušek. První z nich vyhrál Marcus Grönholm s Peugeotem. Za nim se seřadili Philippe Bugalski (Citroën Xsara WRC), Richard Burns (Peugeot), Tommi Mäkinen (Subaru Impreza WRC) a Gilles Panizzi. Už od druhé zkoušky začíná vítězit Panizzi a dostává se do průběžného vedení. Ze soutěže musí odstoupit Armin Schwarz s vozem Hyundai Accent WRC. Nehodu měl Alister McRae, kterému se otevřela kapota a jeho bratrovi Colinovi několikrát zhasíná motor. Na druhém místě se usazuje Burns a za ním Bugalski. Grönholm se kvůli problémům s turbem propadá. Nejlepší jezdec s týmu Škoda Motorsport je Toni Gardermeister na šestnáctém místě, Roman Kresta je osmnáctý a Kenneth Eriksson devatenáctý. Burns s Bugalskim si vyměňují pozici a Grönholm se po opravě propracovává dopředu. Odstoupit musí Mäkinen a kvůli problémům se propadá Francois Delecour. Po prvním dnu vede Panizzi, za nim je Bugalski, Grönholm, Burns, Markko Märtin a Jesus Puras.

## Druhá etapa
V druhé etapě se jelo šest rychlostních zkoušek. Ještě před startem kvůli zranění odstupuje Alister McRae. První polovinu etapy vyhrál Grönholm. Havaroval Bugalski a musel ze soutěže odstoupit. Zezadu se probojovává Peter Solberg. Gardemeister jede desátý, Eriksson patnáctý a Kresta šestnáctý. Zbylou trojici rychlostních zkoušek vyhrává Panizzi. Po havárii musí odstoupit Gardemeister. Panizzi je po druhém dnu ve vedení před Grönholmem. Třetí jede Solberg, za ním Burns, Märtin a Puras. Eriksson jede na jedenácté a Kresta na dvanácté pozici. 

## Třetí etapa
Třetí etapa obsahovala 4 rychlostní zkoušky. První z nich vyhrál Solberg, který udržoval náskok před Burnsem. Na toho útočí Märtin. Desátý jede Delecour s vozem Mitsubishi Lancer EVOVII WRC, který tak bojuje o bod pro tým Mitsubishi Ralliart. Grönholm sice vítězí v posledním testu, ale Panizzi má dostatečný náskok pro vítězství. Je tak druhým jezdcem po Miki Biasionovi, který získal hattrick na Rallye San Remo.

## Konečné pořadí jezdců
1. Gilles Panizzi - Peugeot 206 WRC - 10 bodů - Průměrná rychlost 92,5 km/h
2. Marcus Grönholm - Peugeot 206 WRC - 6 bodů + 00'20"9
3. Petter Solberg - Subaru Impreza WRC - 4 body + 01'06"4
4. Richard Burns - Peugeot 206 WRC - 3 body + 01'18"9
5. Markko Martin - Ford Focus RS WRC 02 - 2 body + 01'54"9
6. Jesus Puras - Citroën Xsara WRC - 1 bod + 02'39"2
7. Robert - Peugeot 206 WRC
8. Colin McRae - Ford Focus RS WRC 02
9. Harri Rövanpera
10. Francois Delecour - Mitsubishi Lancer EVO VII WRC

## Konečné pořadí týmů
1. Peugeot Sport - 16 bodů (1+2. místo)
2. Ford M-Sport - 5 bodů (4+5. místo)
3. Subaru World Rallye Team - 4 body (3. místo)
4. Mitsubishi Ralliart - 1 bod (6. místo)